# Reuniunile regionale RIPE SEE
Reuniunile regionale RIPE SEE sunt întâlniri de lucru organizate de RIPE NCC în regiunea Europei de Sud-Est.

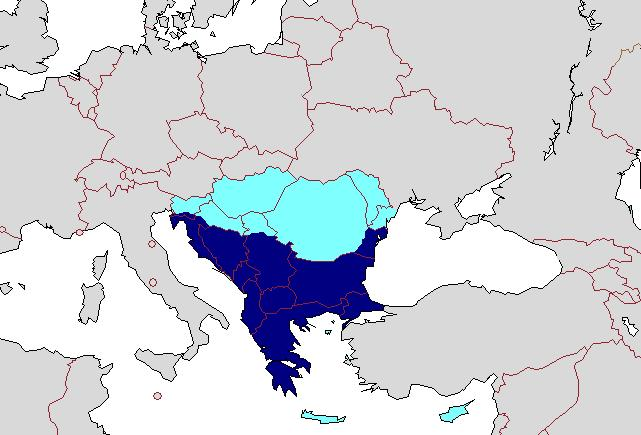
Zona geografică a Europei de Sud-Est. Culoarea mai închisă reprezintă peninsula Balcanică.

## Listă de reuniuni
Reuniunile RIPE sunt întâlniri de lucru la care participă specialiști din domeniul internetului și telecomunicațiilor din întreaga lume. RIPE SEE este o reuniune regională dedicată țărilor din sud-estul Europei. Prima reuniune RIPE SEE a fost ținută la Dubrovnik, Croația în anul 2011 și a durat patru zile. Începând cu anul 2013 reuniunile se țin regulat o dată pe an și durează câte două zile.
| Eveniment  | Data                  | Gazdă                                                                          | Oraș      | Țară       |
| ---------- | --------------------- | ------------------------------------------------------------------------------ | --------- | ---------- |
| RIPE SEE 1 | 6 - 9 septembrie 2011 | CARNet (Croatian Academic and Research Network)                                | Dubrovnik | Croația    |
| RIPE SEE 2 | 22 - 23 aprilie 2013  | SUB::NET                                                                       | Skopje    | Macedonia  |
| RIPE SEE 3 | 14 - 15 aprilie 2014  | BIX.BG (Bulgarian Internet Exchange)                                           | Sofia     | Bulgaria   |
| RIPE SEE 4 | 21 - 22 aprilie 2015  | SOX (Serbian Open Exchange, RNIDS (Serbian National Internet Domanin Registry) | Belgrad   | Serbia     |
| RIPE SEE 5 | 19 - 20 aprilie 2016  | RASH (Rrjeti Akademik Shquiptar)                                               | Tirana    | Albania    |
| RIPE SEE 6 | 12 - 13 iunie 2017    | Montenegro Agency for Electronic Communications and Postal Services            | Budva     | Muntenegru |
| RIPE SEE 7 | 12 - 13 iunie 2017    | InterLAN Internet Exchange                                                     | Timișoara | România    |

### RIPE SEE 1
Prima reuniune regională RIPE din regiunea de Sud-Est a Europei a avut loc în perioada 6 - 9 septembrie 2011 la hotelul Valamar Lacroma din Dubrovnik, Croația. Obiectivele reuniunii au fost încurajarea cooperării dintre operatorii de rețele IP din regiune, facilitând schimbul de informații și discuțiile asupra problemelor care îi afectează. Evenimentul a fost o ocazie pentru RIPE NCC în calitate de RIR pentru Europa să intre în contact cu operatorii registrelor locale internet (LIR), în scopul de a sprijini activitatea acestora. La reuniune au participat 122 de invitați atât din regiune cât și din restul Europei.
Detalii eveniment:
- Lista participanților
- Comitetul de Program
- Agenda evenimentului
- Arhiva prezentărilor

### RIPE SEE 2
A doua reuniune regională RIPE SEE a avut loc în perioada 22 - 23 aprilie 2013 la hotelul Aleksandar Palace din Skopje, Macedonia. Începând cu această ediție, evenimentul a devenit unul anual, cu o durată de două zile. Pentru a atrage cât mai mulți participanți din regiune, RIPE NCC a lansat un program bursier pentru acoperirea costurilor de transport și cazare. La eveniment au participat 160 de invitați.
Detalii eveniment:
- Lista participanților
- Comitetul de Program
- Agenda evenimentului

### RIPE SEE 3
A treia reuniune regională RIPE SEE a avut loc în perioada 14 - 15 aprilie 2014 la hotelul Kempinksi Zografski din Sofia, Bulgaria. Atât accesibilitatea locației cât și notorietatea evenimentului au făcut ca numărul de participanți să crească semnificativ față de reuniunile precedente, numărul acestora ajungând la 229.
Detalii eveniment:
- Lista participanților
- Comitetul de Program
- Agenda evenimentului
- Arhiva prezentărilor

### RIPE SEE 4
A patra reuniune regională RIPE SEE a avut loc în perioada 21 - 22 aprilie 2015 la hotelul Metropol Palace din Belgrad, Serbia. Începând cu această ediție, conținutul prezentărilor și discuțiilor a fost înregistrat video și pus la dispoziția publicului pe canalul de YouTube dedicat reuniunilor SEE. La eveniment au participat 235 de invitați.
Detalii eveniment:
- Lista participanților
- Comitetul de Program
- Agenda evenimentului
- Arhiva prezentărilor

### RIPE SEE 5
A cincea reuniune regională RIPE SEE a avut loc în perioada 19-20 aprilie 2016 la hotelul Tirana International din Tirana, Albania. La eveniment au participat 147 de invitați.
Detalii eveniment:
- Lista participanților
- Comitetul de Program
- Agenda evenimentului
- Arhiva prezentărilor

### RIPE SEE 6
A șasea reuniune regională RIPE SEE a avut loc în perioada 12-13 iunie 2017 la hotelul Mediteran din Budva, Macedonia. La eveniment au participat 126 de invitați.
Detalii eveniment:
- Lista participanților
- Comitetul de Program
- Agenda evenimentului
- Arhiva prezentărilor

### RIPE SEE 7
A șaptea reuniune regională RIPE SEE va avea loc în perioada 18-19 iunie 2018 la hotelul Timișoara din Timișoara, România.